# Lacinipolia cervina
Lacinipolia cervina là một loài bướm đêm trong họ Noctuidae.